# حمله به کلوب شبانه استانبول ۲۰۱۷
حمله به کلوب شبانه در استانبول ۲۰۱۷ اشاره به یک حمله تروریستی در قالب تیراندازی گسترده به یک کلوب شبانه به نام رینا در محله بشیکتاش استانبول دارد که طی آن ۳۹ نفر کشته شدند که ۱۶ نفر از آنها شهروندان سایر کشورها بوده‌اند. در این حادثه دست کم ۶۹ نفر زخمی شدند.

## وضعیت پیش از حمله
این حمله در زمانی رخ داد که امنیت شهر را افزایش داده بودند و ۱۷٬۰۰۰ مأمور پلیس در حال انجام وظیفه بودند. این حمله در ادامه چند حمله در طی ماه‌های گذشته در استانبول رخ داد که مسئولیت آن‌ها را داعش و گروه‌های آزادی کردستان بر عهده گرفته بودند. پیش از این حمله حادثه حمله در فرودگاه آتاتورک استانبول (۲۶ جون ۲۰۱۶)با ۴۸ کشته و بمب‌گذاری ساختمان‌های ودافون در استانبول (۱۰ دسامبر ۲۰۱۶)با ۴۴ کشته رخ‌داده بود.
بنا به اظهارات مالک کلوب رینا به دنبال هشدارهای مأموران اطلاعاتی آمریکا دربارهٔ حمله در روزهای تعطیلات، از ده روز پیش تدابیر امنیتی در کلوب افزایش یافته بود.

## حمله
در گزارش‌های اولیه اعلام شده بود یک مرد مسلح با پوشیدن لباس بابا نوئل اقدام به تیراندازی کرده‌است اما بعد نخست‌وزیر ترکیه بن‌علی ییلدیریم، اعلام کرد که برخلاف گزارش‌ها اولیه، مهاجم لباس بابانوئل بر تن نداشته‌است. این موضوع در تصاویر ضبط شده ویدیوی که پس از حادثه پخش شد هم مشخص است. در زمان این حمله ۷۰۰ نفر در کلوب مشغول برگزاری مراسم سال نو ۲۰۱۷ بودند. فرد مهاجم که عربی سخن می‌گفت فریاد الله اکبر سر می‌داد و پیش از وارد شدن به آشپزخانه ۱۸۰ مرتبه شلیک کرد. سپس لباس‌هایش را عوض کرده و با وارد شدن در جمعیت اقدام به فرار کرد.
پس از حمله و در شلوغی‌های پس از آن عامل عملیات هم فرار کرده‌است که پلیس ترکیه در پی دستگیری وی است. با اینکه خبرهای متناقضی دربارهٔ تعداد مهاجمان منتشر شده اما یکی از شاهدان تعداد مهاجمان را ۳ یا ۴ نفر اعلام کرده‌است. به گزارش رسانه‌های ترکیه برخی از حاضران با آغاز حمله مهاجمان و برای فرار خود را به داخل کانال بسفر می‌انداختند.

## وضعیت پس از حمله
استاندار استانبول شاهین این حمله را یک «اقدام تروریستی خشونت‌آمیز و ظالمانه» توصیف کرد. بنا به روزنامه هابرتورک کارگران اویغوری که در یک رستوران در محله زیتین‌بورنو کار می‌کردند، کرایه تاکسی تروریست‌ها را جور کرده‌اند اما مالک کلوب رینا با رد این ادعا گفته‌است این حرف را فقط یک راننده تاکسی زده‌است و شاهد دیگری برای این ادعا وجود ندارد.

## مظنونان و دستگیری مظنون
«سلیمان سویلو» وزیر کشور ترکیه پیشتر گفته بود حمله تروریستی به باشگاه شبانه در «استانبول» توسط فقط ۱ نفر انجام شد و احتمالاً گروه تروریستی «داعش» یا «پ.ک.ک» در پس این تیراندازی بوده‌است.
وزیر امور خارجه ترکیه مولود چاووش‌اوغلو در ۴ جنوری ۲۰۱۷ اعلام کرد مرد مسلح را شناسایی کرده‌اند. تارنمای روزنامه ترکیه‌ای «دیلی صباح» گزارش کرد که مجری این عملیات فردی از اتباع ازبکستان به نام «عبدالقادر ماشاریپوو» با لقب «ابومحمد الخراسانی» بوده‌است. این فرد در حالی که پسرش در کنار او بود، دستگیرشده‌است. این شهروند اهل ازبکستان ظاهراً در محله اسن یورت استانبول دستگیرشده‌است.
فرماندار استانبول در این باره گفت: عامل حمله که یک شهروند ازبکستانی است و در افغانستان آموزش دیده به جرم خود اعتراف کرده و به همراه او یک مرد عراقی و دو زن آفریقایی نیز دستگیرشده‌اند.
گروه موسوم به داعش مسئولیت آن حمله را به عهده گرفت و گفت که انتقام مداخله نظامی ترکیه در سوریه را گرفته‌است.
کانال ان تی وی ترکیه گزارش می‌دهد که پلیس مظنون را در خانه دوستش که اهل قرقیزستان است در استانبول دستگیر کرده‌است.
بنابه گزارش‌ها پلیس مظنون را همراه پسر ۴ ساله‌اش در این خانه پیدا کرد. پیشتر گفته شده بود که صاحب این خانه و سه زن هم در میان دستگیرشدگان هستند.
به نوشته روزنامه حریت او قرار بود او پیش از شروع بازجویی تحت مراقبت‌های پزشکی قرار گیرد.
پلیس عکسی از مردی با تی شرت خون آلود که زخم‌هایی بر صورتش دارد منتشر کرده‌است.
این دستگیری نقطه اوج یک عملیات گسترده تعقیب بود: یورشی در محله اسن یورت استانبول که نهایتاً به دستگیر کسی که ادعا می‌شود مهاجم رینا بوده منجر شد.
این نگرانی وجود داشت که مهاجم موفق به فرار از ترکیه شده و شاید به ناحیه تحت کنترل داعش رفته باشد.
رسانه‌های ترکیه گزارش می‌دهند که مظنون همراه زنی که ظاهراً همسرش بود و دو کودک در آپارتمانی اجاره‌ای در شهر قونیه زندگی می‌کرد.
روزنامه حریت به نقل از منابع آگاه نوشت او روز ۱۵ دسامبر وارد استانبول شده بود.

## قربانیان
| کشور          | کشته | مجروح  | منبع                 |
| ------------- | ---- | ------ | -------------------- |
| ترکیه         | ۵    | نامشخص | [ ۱۴ ]               |
| عربستان سعودی | ۷    | ۹      | [ ۱۵ ]               |
| عراق          | ۴    | ۰      | [ ۱۶ ]               |
| لبنان         | ۳    | ۷      | [ ۱۵ ] [ ۱۷ ]        |
| مراکش         | ۲    | ۴      | [ ۱۸ ] [ ۱۹ ]        |
| هند           | ۲    | ۰      | [ ۲۰ ]               |
| کویت          | ۱    | ۵      | [ ۲۱ ] [ ۱۹ ] [ ۲۲ ] |
| تونس          | ۲    | ۰      | [ ۲۳ ]               |
| اسرائیل       | ۱    | ۱      | [ ۲۴ ] [ ۲۵ ]        |
| بلژیک         | ۱    | ۰      | [ ۲۶ ]               |
| فرانسه        |      | ۳      | [ ۲۷ ]               |
| بلغارستان     |      | ۱      | [ ۲۸ ]               |
| نامشخص        | ۲۲   | ۴۷     | [ ۱۴ ]               |
| مجموع         | ۳۹   | ۶۹     | [ ۱۴ ]               |